# Mézières (Jorat-Mézières)
Mézières (toponimo francese) è una frazione di 1 193 abitanti del comune svizzero di Jorat-Mézières, nel Canton Vaud (distretto di Lavaux-Oron).

## Storia

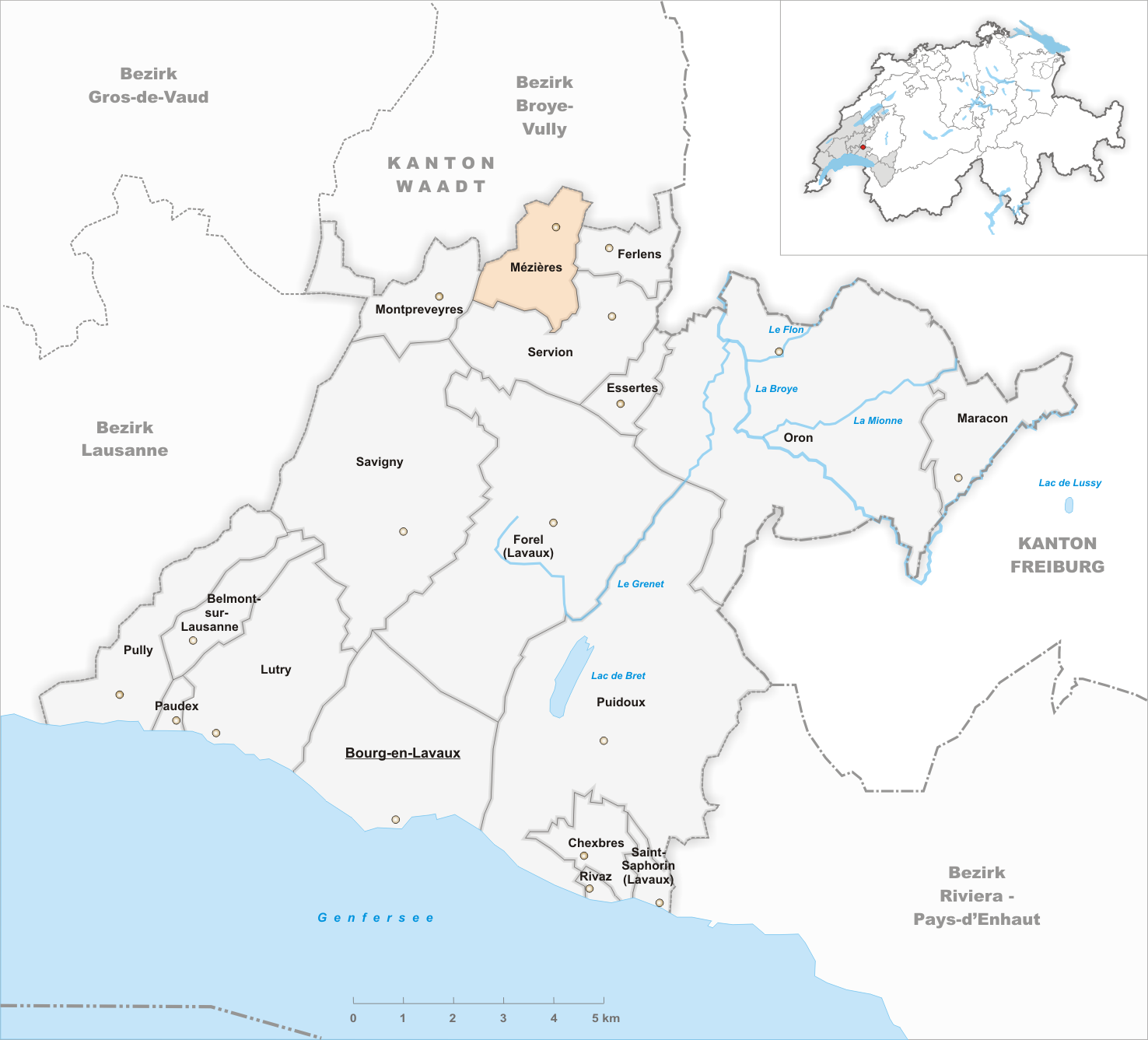
Il territorio del comune di Mézières prima degli accorpamenti comunali del 2016

Già comune autonomo che si estendeva per 3,48 km², nel 2016 è stato accorpato agli altri comuni soppressi di Carrouge e Ferlens per formare il nuovo comune di Jorat-Mézières.

## Monumenti e luoghi d'interesse

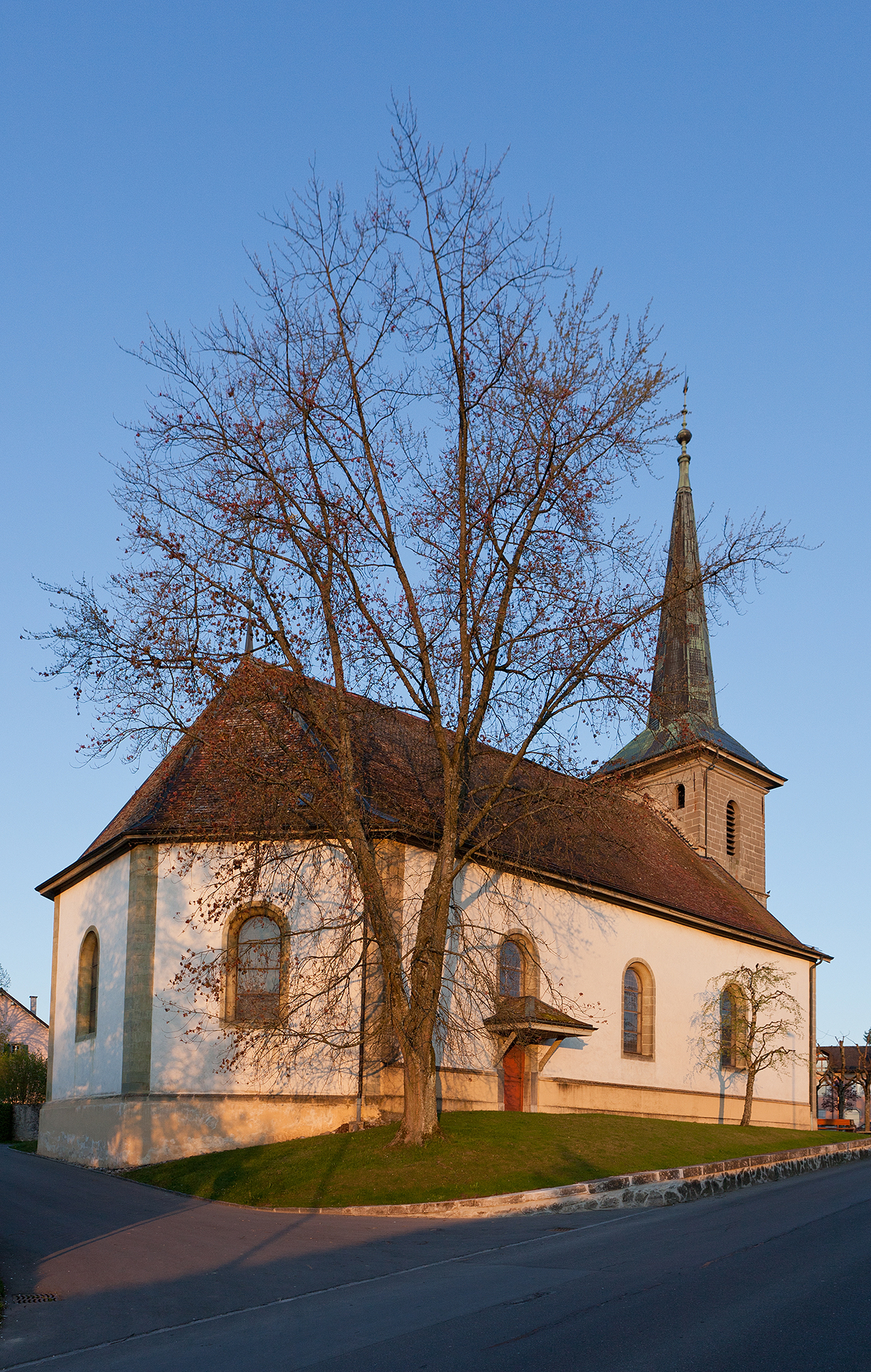
La chiesa riformata

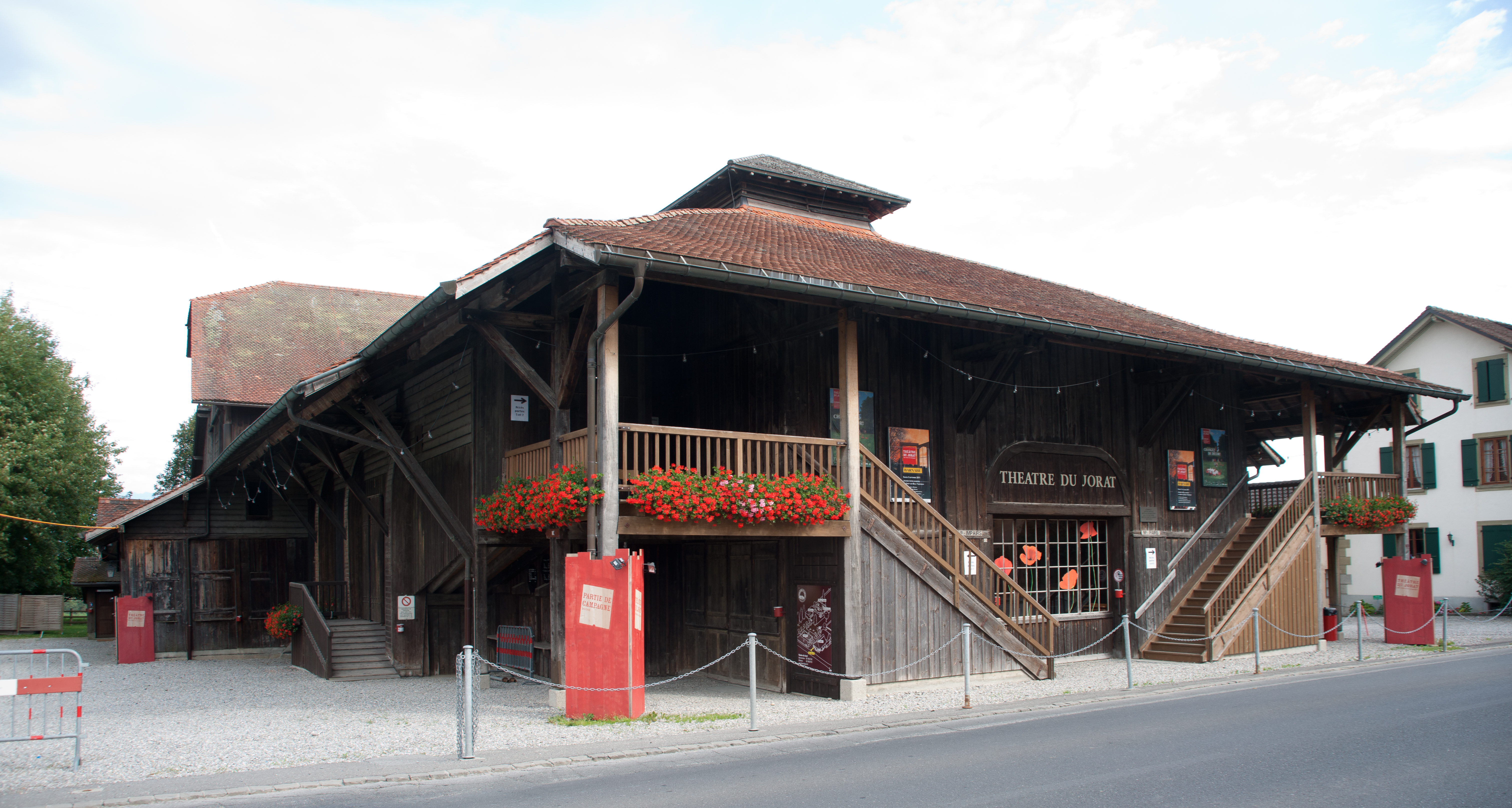
Il teatro del Jorat

- Chiesa riformata, attestata dal 1228 e ricostruita nel 1706-1707 e nel 1731[1];
- Teatro del Jorat, aperto nel 1908[1].

## Società

### Evoluzione demografica
L'evoluzione demografica è riportata nella seguente tabella:
Abitanti censiti

## Amministrazione
Ogni famiglia originaria del luogo fa parte del cosiddetto comune patriziale e ha la responsabilità della manutenzione di ogni bene ricadente all'interno dei confini della frazione.